# World Congress of Mothers
World Congress of Mothers var en internationell kongress som ägde rum i Lausanne i Schweiz juli 1955.
Kongressen hölls av Women's International Democratic federation (WIDF) och samlade 1000 delegater från över sextio länder. 
Kongressen är känd för det tal den italienska delegaten höll om att mödrar borde enas internationellt för att förhindra framtida generationer att behöva uppleva något liknande som andra världskriget igen. 
Kongressen spelade en viktig roll i Japan: Japan Mothers’ Congress (Nihon Hahaoya Taikai) deltog, och det har setts som början på den japanska kvinnorörelsens aktiva internationella samarbete efter andra världskriget. 